# Азарьев, Николай Николаевич (генерал)
Никола́й Никола́евич Аза́рьев (1865—1933) — российский военный деятель, генерал-майор, командир 4-й Туркестанской стрелковой дивизии.

## Биография
Родился 26 сентября 1865 года. Православный. Сын полковника Николая Петровича Азарьева.
Образование получил в Петровском Полтавском кадетском корпусе, из которого вышел 25 августа 1883 года юнкером в армейскую пехоту. Вслед за тем Азарьев окончил 3-е Александровское военное училище и 14 августа 1884 года был выпущен подпоручиком в 7-й стрелковый батальон. В этом батальоне Азарьев последовательно получил чины поручика (14 августа 1888 года), штабс-капитана (26 февраля 1890 года), капитана (15 марта 1898 года) и в течение без малого десяти лет занимал должность командира роты.
В 1900—1901 годах Азарьев сражался в Китае с боксёрами, за отличие в 1901 году награждён орденами св. Станислава 3-й степени с мечами и бантом и св. Анны 3-й степени с мечами и бантом; 26 февраля 1902 года произведён в подполковники.
Вслед за тем Азарьев принял участие в русско-японской войне и в 1905 году за боевые отличия против японцев был награждён орденами св. Станислава 2-й степени с мечами, св. Анны 2-й степени с мечами и св. Владимира 4-й степени с мечами и бантом. В 1906 году был произведён в полковники (со старшинством от 8 июня 1905 года).
С августа 1907 года Азарьев командовал 10-м Восточно-Сибирским стрелковым полком, 4 декабря того же года был назначен командиром 5-го Закаспийского стрелкового полка и с 24 июля 1910 года командовал 14-м Туркестанским стрелковым полком, в том же году он получил орден св. Владимира 3-й степени. Во главе этого полка Азарьев сражался на Кавказском фронте против турок. За отличие под Сарыкамышем он был 5 января 1915 года произведён в генерал-майоры и с 20 мая 1915 года командовал 4-й Туркестанской стрелковой дивизией.
За отличие в Алашкертской операции он 17 января 1916 года был награждён Георгиевским оружием, а за Эрзерумское сражение, где Азарьев совместно с отрядами генералов Чаплыгина и Андриевского разгромил 10-й армейский корпус турецкой армии, Высочайшим приказом от 10 июня 1916 года был удостоен ордена св. Георгия 4-й степени.
В 1917 году Азарьев всё ещё продолжал командовать 4-й Туркестанской стрелковой дивизией.
Судьба Николая Азарьева после Октябрьской революции неизвестна.

### Семья
- Отец — Азарьев, Николай Петрович — полковник.
- Братья:
  - Азарьев, Александр Николаевич — полковник,
  - Азарьев, Виктор Николаевич — полковник,
  - Азарьев, Митрофан Николаевич — генерал-майор.
- Жена — Анна.
- Сын — Николай.

## Награды
- Орден Святого Станислава 3-й степени с мечами и бантом (1901);
- Орден Святой Анны 3-й степени с мечами и бантом (1901);
- Орден Святого Станислава 2-й степени с мечами (1905);
- Орден Святой Анны 2-й степени с мечами (1905);
- Орден Святого Владимира 4-й степени с мечами и бантом (1905);
- Орден Святого Владимира 3-й степени (1910);
- Георгиевское оружие (17.01.1916);
- Орден Святого Георгия 4-й степени (10.06.1916).